# Pasłęk
Pasłęk ([ˈpaswɛŋk]; Nederlands: Pruisisch Holland; Duits: Preußisch Holland) is een stad in het Poolse woiwodschap Ermland-Mazurië, gelegen in de powiat Elbląski. De oppervlakte bedraagt 11,39 km², het inwonertal 12.195 (2005). 

## Verkeer en vervoer
- Station Pasłęk

## Geschiedenis
De oorspronkelijke bewoners - Pruzzen - noemden deze plaats ‘pa-assis lukis’, dat is: woonplaats van de hoofdman. De Duitse Orde bracht het gebied in het tweede kwart van de 13de eeuw onder haar controle. In 1288 besloot de landmeester van de  Orde,  Meinhard von Querfurt, de moerasgebieden bij ‘Pasluk’ te laten droogleggen door Hollanders en in 1297 verhief hij de plaats tot stad met de naam (Preußisch) Holland. Een burcht werd opgericht en de stad kreeg aansluitend omwallingen van steen. Toen de strijd tussen de  Duitse Orde en de koning van Polen uitbrak, werd ze door de laatste in 1410 bezet, maar weer terugveroverd en in 1414 opnieuw hoewel tevergeefs belegerd. Toen de steden in de Staat van de Duitse Orde (Pruisen) gezamenlijk in opstand kwamen tegen het gezag, zochten zij hulp bij de Poolse koning en na jarenlange strijd werd in 1466 bij de Tweede Vrede van Thorn het staatsgebied van de Orde verdeeld. Het - oosten - Oost-Pruisen – werd aan de Orde gelaten, terwijl het westen  - West-Pruisen - bij Polen kwam. Dat bracht in Pruisisch Holland nog geen definitieve vrede want in 1520 werd de stad opnieuw belegerd en de burcht verwoest.
Toen in 1525 de Ordensstaat zich seculariseerde, en een, in godsdienstig opzicht luthers, hertogdom Pruisen werd, ontwikkelde Pruisisch-Holland zich door calvinistische en mennonitische vluchtelingen toegang te geven: Nederlanders, Friezen, Schotten en Fransen (hugenoten). De mennonieten vestigden zich vooral in de dorpen in de omgeving, de andere immigranten werden opgenomen in de Pruisisch-Duitse burgerij.
Tijdens de Zweeds-Poolse oorlogen vestigde koning Gustaf Adolf in de stad een steunpunt, wat overigens een pestepidemie deed uitbreken. Branden legden in het verdere verloop van de eeuw de stad enkele malen in de as. Nieuwe oorlogen fnuikten in de 18de eeuw de economische ontwikkeling. Russische en daarop Franse legers eisten daarbij een zware tol.  Rond 1800 woonden er ca. 3.000 mensen in Pruisisch-Holland, sinds 1818 zetel van het gelijknamige district Pruisisch Holland. Een nieuwe tijd brak pas aan na de aanleg, door de ‘Preussische Eisenbahn’ in 1884, van de spoorweg tussen Berlijn en Koningsbergen. Maar van echte groei kan niet gesproken worden omdat het nabije Elbing als industrieel centrum de wijde omgeving wind uit de zeilen nam. Pas vlak voor de Tweede Wereldoorlog heeft het inwonertal zich verdubbeld. 
Deze inwoners vluchtten begin 1945 bij de komst van het Sovjetleger, en degenen die achterbleven werden later dat jaar verdreven door de Poolse autoriteiten en vervangen door Polen en Oekraïners (zie: Verdrijving van Duitsers na de Tweede Wereldoorlog). Een groot deel van de oude stad werd bij en na de verovering verwoest. De naam van de stad werd nu Pasłęk, waarbij teruggegrepen werd op de oorspronkelijke Pruisisch naam. Vooral door annexaties van dorpen in de omgeving nam het inwonertal toe tot ca. 12.000.

## Geboren
- Joachim Friedrich Henckel (1712–1779), chirurg en lid Preußischen Akademie der Wissenschaften in Berlijn
- Victor Valois (1841–1924), admiraal van de keizerlijke marine
- Hugo Wilhelm Traugott Erdmann (1862-1910), scheikundige
- Eduard Wilhelm Franz Anderson (1873–1947), museumdirecteur en beheerder van kunstverzamelingen in Königsberg
- Lotte Laserstein (1898–1993), schilderes, week voor de nazi’s uit naar Zweden en later naar Amerika; haar werk lag aan de basis van de collectie van het National Museum of Women in the Arts